# 56 Dywizja Strzelecka (ZSRR)
56 Dywizja Strzelecka (ros. 56-я стрелковая дивизия) – związek taktyczny piechoty Armii Czerwonej.
Dywizja Strzelców – sformowana w Zachodnim Specjalnym Wojennym Okręgu. Brała udział w wojnie zimowej oraz zajęciu Estonii.
W czerwcu 1941 roku w składzie 4 Korpus Strzelecki, 3 Armia (ZSRR) Okręgu Zachodniego.

## Struktura organizacyjna
W jej skład wchodziły: 
- 37 Pułk Strzelecki
- 184 Pułk Strzelecki
- 213 Pułk Strzelecki pułki
- 113 Pułk Artylerii
- 247 Pułk Artylerii,
- batalion przeciwpancerny,
- batalion artylerii przeciwlotniczej,
- batalion zwiadu,
- batalion saperów
- inne służby.